# Umbraculidae
Famille
Synonymes
- voir paragraphe #Synonymes

Les Umbraculidae forment une famille de mollusques hétérobranches de l'ordre des Umbraculida.

## Synonymes
- Operculatinae H. Adams & A. Adams, 1854[1]
- Umbrellidae Gray, 1827[1]

## Liste des genres
Selon World Register of Marine Species (31 décembre 2014) :
- genre Spiricella Rang, 1828
- genre Umbraculum Schumacher, 1817